# فرودگاه بین‌المللی خوزه مارتی

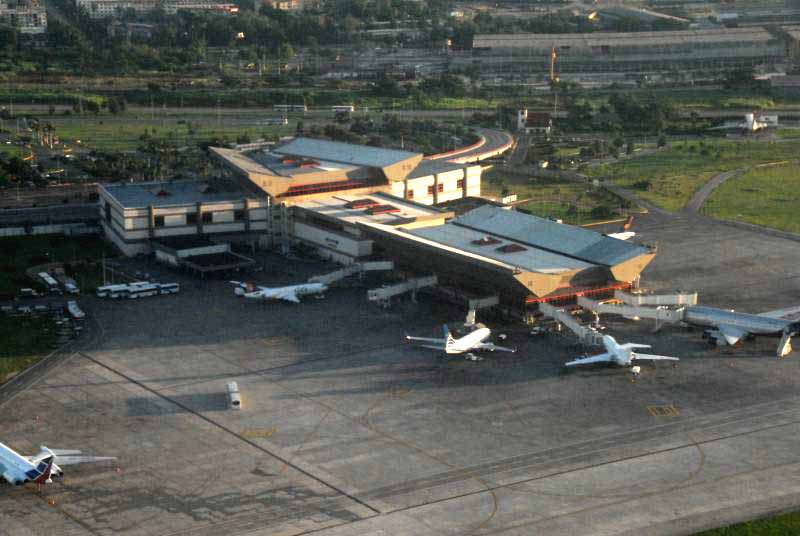
تصویری هوایی از فرودگاه بین‌المللی خوزه مارتی.

فرودگاه بین‌المللی خوزه مارتی اصلی‌ترین فرودگاه در کشور کوبا است. این فرودگاه در ۱۵ کیلومتری جنوب-غربی شهر هاوانا قرار گرفته‌است. نام فرودگاه به افتخار خوزه مارتی، رهبر جنبش استقلال کوبا در مبارزه با امپراتوری اسپانیا نام‌گذاری شده‌است. فرودگاه بین‌المللی خوزه مارتی، قطب شرکت هواپیمایی هواپیمایی کوبا است.

## شرکت‌های هواپیمایی و مقصدهای پروازی

### مسافری
| شرکت‌های هواپیمایی                      | مقصدهای پروازی |
| -------------------------------------- | --- |
| آئروفلوت                               | شرمتیوو |
| آئروگاویوتا                            | گوستاو ریزو، خاردینز دل ری، فرنک پئیز، نورمن مانلی، سنگستر، آنتونیو ماکئو |
| آئرومکزیکو                             | کانکون، کینتانا رو، مکزیکو سیتی |
| ایر کانادا روژ                         | پیرسون تورنتو |
| ایر کارائیب                            | اورلی، پوانت آ پیتر |
| ایر چاینا                              | پکن، مونترآل-پییر الیوت ترودو |
| ایر اروپا                              | مادرید-باراخاس |
| ایر فرانس                              | شارل دوگل پاریس |
| Air Transat                            | فصلی: مونترآل-پییر الیوت ترودو، پیرسون تورنتو |
| آلاسکا ایرلاینز                        | لس‌آنجلس |
| آلیتالیا                               | لئوناردو دا وینچی-فیومیچینو |
| امریکن ایرلاینز                        | شارلوت داگلاس، میامی |
| آروبا ایرلاینز1                        | چارتر: میامی |
| آسترین ایرلاینز                        | فصلی: وین |
| اویانکا                                | ال دورادو |
| اویانکا السالوادور                     | السالوادور |
| اویانکا پرو                            | خورخه چاوز |
| Bahamasair                             | لیندن پیندلینگ |
| بلو پاناروما ایرلاینز                  | میلانو مالپنسا، لئوناردو دا وینچی-فیومیچینو |
| Cayman Airways                         | جرارد اسمیت، اوون رابرتس |
| کوندور فلوگدینست                       | فرانکفورت، مونیخ |
| کوپا ایرلاینز                          | توکومن |
| کورس‌ایر اینترنشنال                     | اورلی |
| هواپیمایی کوبا                         | گوستاو ریزو، کارلووس منیول دا کسپدس، ال دورادو، مینیسترو پیستارینی، ایگناسیو اگرامنته، کانکون، کینتانا رو، سیمون بولیوار، خاردینز دل ری، مارتینیک امه سزر، ماریانا گراجا لس، فرنک پئیز، هرمانوس امیخیراس، مادرید-باراخاس، اوگوستو سزار ساندینو، سیرا میسترا، مکزیکو سیتی، اورستس آکوستا، مونترآل-پییر الیوت ترودو، لیندن پیندلینگ، رافائل کابررا، اورلی، پوانت آ پیتر، توسن لوورتور، خوآن سانتاماریا، آنتونیو ماکئو، لا امریکاس، پیرسون تورنتو |
| دلتا ایرلاینز                          | هارتسفیلد-جکسون آتلانتا، میامی، جان اف کندی |
| ایسترن ایر لاینز اجرا توسط Havana Air1 | چارتر: میامی، تمپا |
| ادلوایس ایر                            | زوریخ |
| یورو وینگز اجرا توسط سان‌اکسپرس دویچلند | کلن بن |
| Evelop Airlines                        | مادرید-باراخاس |
| فن‌ایر                                  | فصلی: هلسینکی (آغاز از ۱ دسامبر ۲۰۱۷) |
| ایبریا ایرلاین                         | مادرید-باراخاس |
| اینترکارابین ایرویز                    | پراویدنشیالز |
| Interjet                               | کانکون، کینتانا رو، منیول کرسسنسیو ریجون، مکزیکو سیتی، ژنرال ماریانو اسکبیدو |
| جت‌بلو                                  | فورت لادردیل–هالیوود، جان اف کندی، اورلاندو |
| کاال‌ام                                 | اسخیپول آمستردام |
| لان پرو                                | خورخه چاوز |
| مریدیانا                               | میلانو مالپنسا |
| Neos                                   | چارتر فصلی: میلانو مالپنسا |
| پاوا دومینیکانا                        | لا امریکاس |
| Plus Ultra Líneas Aéreas               | بارسلونا-ال پرات |
| ساوت‌وست ایرلاینز                       | فورت لادردیل–هالیوود، تمپا |
| Sun Country Airlines1                  | چارتر: میامی، جان اف کندی |
| سان‌رایز ایرویز                         | توسن لوورتور |
| Swift Air1                             | چارتر: ثرگود مارشال بالتیمور واشینگتن، ساوثوست فلوریدا، میامی، اورلاندو، لوئیز مونز مارین، تمپا |
| تاگ آنگولا ایرلاینز                    | کواترو دو فرویرو |
| TAME                                   | نیو کیتو |
| ترکیش ایرلاینز                         | آتاترک |
| یونایتد ایرلاینز                       | جرج بوش، لیبرتی نیوآرک |
| ویرجین آتلانتیک                        | گاتویک |
| Wingo                                  | ال دورادو |

Notes
- ^  All Special Authority Charter flights are اجرا توسط Gulfstream Air Charters, ABC Charters, Marazul Charters, CTS Charters, and C&T Charters.

### باری
| شرکت‌های هواپیمایی                         | مقصدهای پروازی |
| ----------------------------------------- | -------------- |
| هواپیمایی کوبا اجرا توسط Cargojet Airways | پیرسون تورنتو  |
| سانگ‌برد ایرویز                            | میامی          |